# شیخ جلالی
شیخ جلالی، روستایی از توابع بخش مرکزی شهرستان رابر در استان کرمان ایران است.

## جمعیت
این روستا در شهرستان رابر قرار دارد و براساس سرشماری مرکز آمار ایران در سال ۱۳۸۵، جمعیت آن ۶۷ نفر (۱۷خانوار) بوده‌است.